# Antoni Szoja
Antoni Szoja (ur. 18 lipca 1910 w Zarzeczu, zm. 10 marca 1943 w Nisku) – plutonowy podchorąży, student Wydziału Prawa i Administracji Uniwersytetu Jagiellońskiego, twórca i organizator placówki ZWZ-AK w Zarzeczu.

## Rodowód
Pochodził z zasłużonej dla Zarzecza rodziny Szojów. Był synem Józefa (1878–1916), sekretarza gminnego, po kursach specjalistycznych we Lwowie, i Franciszki Jasnosz. Stryjem Antoniego był Paweł Szoja oraz Franciszek (1900–1944), uczestnik konspiracji, zamordowany przez NKWD. Brat Józef (1916–1943), również żołnierz konspiracji, został zamordowany przez gestapo miesiąc po Antonim. Drugi brat Mieczysław był mechanikiem w polskich siłach powietrznych w Anglii w czasie II wojny.

## Życiorys
Po śmierci ojca (ospa) był wychowywany przez matkę. Szkołę powszechną ukończył w 1921 r., następnie uczęszczał do niżańskiego Gimnazjum im. Stefana Czarnieckiego, gdzie w 1929 r. zdał maturę. Tego samego roku rozpoczął służbę w Szkole Podchorążych Wojsk Łączności w Zegrzu. W kolejnym roku został studentem na UJ. Na uczelni tej w 1936 r. ukończył Szkołę Nauk Politycznych.
We wrześniu 1939 r. walczył w okolicach Łańcuta, Przemyśla i Lwowa. Dostawszy się do niewoli radzieckiej, zbiegł z transportu kolejowego jadącego na wschód. Powróciwszy do Zarzecza zaangażował się w konspirację wojskową (zaprzysiężony przez dr n. med. Kazimierza Henricha 12 listopada 1939 r.). Placówka ZWZ-AK, którą utworzył i którą dowodził, miała siłę plutonu. Przyjął pseudonim „Brzoza”.
W trakcie przewożenia z Przeworska tzw. „bibuły” został postrzelony, uciekając przed Niemcami tuż przed Niskiem. Pochowany na cmentarzu w Racławicach.

## Rodzina
W 1931 r. ożenił się z Rozalią. Miał dwoje dzieci: Stanisława (ur. 1932) i Annę (1939 r.). Syn Stanisław (1932–2009) był chodzącą encyklopedią wiedzy, również o Zarzeczu i jego dziejach. Na poświęconej mu tablicy w kościele parafialnym w Zarzeczu określono go mianem „kustosza pamięci narodowej”.

## Odznaczenia (pośmiertnie)
- Medal Wojska (Londyn, 1948)
- Krzyż Kampanii Wrześniowej (Londyn, 1985)
- Krzyż Armii Krajowej (Londyn, 1988)